# Regeringen Poul Schlüter II
Regeringen Poul Schlüter II var Danmarks regering från 10 september 1987 till 3 juni 1988. Det var en koalitionsregering bestående av Konservative Folkeparti, Venstre, Centrum-Demokraterne och Kristeligt Folkeparti. I pressen och i folkmun kallade man också denna regering för "fyrklöverregeringen" (danska: firkløverregeringen) så som den föregående regeringen, Regeringen Poul Schlüter I.
| Ämbete                                          | Minister | Minister                | Parti                   | Period                                          |
| ----------------------------------------------- | -------- | ----------------------- | ----------------------- | ----------------------------------------------- |
| Statsminister                                   |          | Poul Schlüter           | Konservative Folkeparti | 10.09.1982 - 03.06.1988                         |
| Utrikesminister                                 |          | Uffe Ellemann-Jensen    | Venstre                 | 10.09.1982 - 03.06.1988                         |
| Finansminister                                  |          | Palle Simonsen          | Konservative Folkeparti | 23.07.1984 - 03.06.1988                         |
| Justitieminister                                |          | Erik Ninn-Hansen        | Konservative Folkeparti | 10.09.1982 - 03.06.1988                         |
| Minister för ekonomisk samordning               |          | Erhard Jakobsen         | Centrum-Demokraterne    | 10.09.1987 - 03.06.1988                         |
| Ekonomiminister                                 |          | Knud Enggaard           | Venstre                 | 10.09.1987 - 03.06.1988                         |
| Miljöminister                                   |          | Christian Christensen   | Kristeligt Folkeparti   | 10.09.1987 - 03.06.1988                         |
| Undervisningsminister & Forskningsminister      |          | Bertel Haarder          | Venstre                 | 10.09.1982 - 03.06.1988                         |
| Socialminister                                  |          | Mimi Jakobsen           | Centrum-Demokraterne    | 10.09.1987 - 03.06.1988                         |
| Kyrkominister                                   |          | Mette Madsen            | Venstre                 | 23.07.1984 - 03.06.1988                         |
| Energiminister                                  |          | Svend Erik Hovmand      | Venstre                 | 12.03.1986 - 03.06.1988                         |
| Fiskeriminister Minister för nordiskt samarbete |          | Lars P. Gammelgaard     | Konservative Folkeparti | 12.03.1986 - 03.06.1988 10.09.1987 - 03.06.1988 |
| Arbetsminister                                  |          | Henning Dyremose        | Konservative Folkeparti | 12.03.1986 - 03.06.1988                         |
| Inrikesminister                                 |          | Thor Pedersen           | Venstre                 | 10.09.1987 - 03.06.1988                         |
| Kulturminister & Kommunikationsminister         |          | Hans Peter Clausen      | Konservative Folkeparti | 12.03.1986 - 03.06.1988                         |
| Industriminister                                |          | Nils Wilhjelm           | Konservative Folkeparti | 12.03.1986 - 03.06.1988                         |
| Trafikminister                                  |          | Frode Nør Christensen   | Centrum-Demokraterne    | 10.09.1987 - 03.06.1988                         |
| Skatteminister                                  |          | Anders Fogh Rasmussen   | Venstre                 | 10.09.1987 - 03.06.1988                         |
| Hälsominister                                   |          | Agnete Laustsen         | Konservative Folkeparti | 10.09.1987 - 03.06.1988                         |
| Jordbruksminister                               |          | Laurits Tørnæs          | Venstre                 | 10.09.1987 - 03.06.1988                         |
| Försvarsminister                                |          | Bernt Johan Collet      | Konservative Folkeparti | 10.09.1987 - 03.06.1988                         |
| Bostadsminister                                 |          | Flemming Kofod-Svendsen | Kristeligt Folkeparti   | 10.09.1987 - 03.06.1988                         |